# Mąż fryzjerki
Mąż fryzjerki (fr. Le mari de la coiffeuse) – francuski dramat obyczajowy z 1990 roku w reżyserii Patrice'a Leconte'a z Jeanem Rochefortem i Anną Galieną w rolach głównych.

## Fabuła
Film rozpoczyna się od wspomnień głównego bohatera filmu, Antoine'a, który w wieku 12 lat zakochał się we fryzjerce. Reżyser filmu często wykorzystuje retrospekcje i paralele do wydarzeń z przeszłości. Już po pięćdziesiątce miłosne marzenie Antoine'a spełnia się - ponownie zakochuje się we fryzjerce. Antoine żeni się w Matyldą i oboje przeżywają niezwykły, intensywny i bliski związek.

## Obsada
- Jean Rochefort jako Antoine
- Anna Galiena jako Mathilde
- Roland Bertin jako ojciec Antoine'a
- Philippe Clévenot jako Morvoisieux
- Yveline Ailhaud jako matka Antoine'a
- Pierre Meyrand jako brat Antoine'a
- Julien Bukowski jako ponury człowiek
- Albert Delpy jako Donecker
- Claude Aufaure jako klient
- Arlette Téphany jako bratowa Antoine'a
- Jacques Mathou jako Julien Gora
- Ticky Holgado jako zięć Morvoisieux
- Anne-Marie Pisani jako pani Shaeffer
- Henry Hocking jako dwunastoletni Antoine
- Maurice Chevit jako Ambroise Dupré zwany Isidore Agopian
- Michèle Laroque jako matka adoptowanego dziecka
- Laurence Ragon jako pani Gora
- Youssef Hamid jako tunezyjski klient
- Christophe Pichon jako dwunastoletni brat Antoine'a
- Thomas Rochefort jako mały Edouard

## Nagrody i wyróżnienia
Film Mąż fryzjerki był w roku 1991 został nominowany do nagrody Cezara w 7 kategoriach:
- Najlepszy film (Patrice Leconte)
- Najlepszy reżyser (Patrice Leconte)
- Najlepszy scenariusz oryginalny lub adaptowany (Claude Klotz, Patrice Leconte)
- Najlepszy aktor (Jean Rochefort)
- Najlepsza scenografia (Yvan Maussion)
- Najlepsze zdjęcia (Eduardo Serra)
- Najlepszy montaż Joëlle Hache)

W 1990 roku Mąż fryzjerki zdobył także francuską nagrodę filmową Louisa Delluca ex-aequo z filmem Mały przestępca).